# Конфірмація
Конфірмація — у латинському обряді католицької церкви інша назва таїнства миропомазання дітей віком 7-12 років; у низці протестантських церков — обряд свідомого сповідання віри, обряд прилучення до церкви підлітків 14-16 років.
У реформістському юдаїзмі, церемонія громадянського повноліття (на відміну від Бар-міцви), учасник якої підтверджує свою вірність цінностям юдаїзму та заповідям Тори.
Конфірмація (у деяких країнах) — затвердження прийнятого рішення (постанови чи судового вироку, тощо) верховною державною владою; судовий вирок, затверджений подібним чином.